# DRM (Band)
Dream, zeitweise DRM, ist eine japanische Girlgroup. Sie wurde im Rahmen eines Gesangswettbewerbs, der im Mai 1999 stattfand, ausgewählt.

## Geschichte
Aus den 120.000 japanischen Teilnehmern, die an einem Gesangswettbewerb des japanischen Musiklabels Avex Trax teilnahmen, wurden Mai Matsumuro, Yu Hasebe und Kana Tachibana ausgewählt, um die neue Gruppe „Dream“ zu bilden. Ihr Debüt feierten die Mädchen am 1. Januar 2000 mit der Single Movin’ On.
Dream bestand bis zum 7. Juli 2002 aus diesen drei Mitgliedern, als Mai Matsumuro aus der Gruppe ausstieg um eine Solokarriere zu beginnen. Sechs neue jüngere Mitglieder traten der Gruppe bei: Risa Ai, Erie Abe, Aya Takamoto, Ami Nakashima, Shizuka Nishida und Sayaka Yamamoto. Dream blieb bis zum Ausstieg Ai Risas am 28. März 2004 eine Tanz- und Gesangsgruppe mit acht Mitgliedern.
Am 25. Juni 2007 entschied sich die Gruppe für einen Image- und Namenswechsel. Sie änderten ihren Namen von Dream zu „DRM“.
Am 22. Juli 2008 gab die Gruppe bekannt, dass Yu Hasebe DRM verlassen habe und dass die Gruppe ihren Namen wieder zu „Dream“ änderte.

## Diskografie

### Alben
- 2000: Super Eurobeat Presents Euro Dream Land
- 2001: Dear…
- 2002: Process
- 2002: Eternal Dream
- 2003: Dream World
- 2004: ID
- 2004: 777: Best of Dreams
- 2004: Dream meets Best Hits Avex
- 2005: 777: Another Side Story
- 2005: ナツイロ (Natsuiro) (Shine Of Voice – Opening theme für Anime TV Ichigo 100%)
- 2005: Boy Meets Girl
- 2007: 7th Anniversary Best
- 2007: Greatest Live Hits
- 2007: DRM (als DRM)

### Singles
- 2000: Movin’ On
- 2000: Heart on Wave / Breakin’ out
- 2000: Private wars
- 2000: Reality
- 2000: Super Eurobeat Presents Night of Fire
- 2000: My Will (Erster Abspann des Animes InuYasha)
- 2001: Believe in You
- 2001: Solve
- 2001: Our Time
- 2001: Stay: Now I’m Here
- 2001: Get Over (Vorspann für den Anime Hikaru no Go)
- 2002: Yourself
- 2002: Sincerely: Ever Dream (Abspann für den Anime Hikaru no Go)
- 2003: Music Is My Thing (Abspann für den Hikaru no Go)
- 2003: I Love Dream World: 世界中のしあわせを歌おう (c/w track 我愛你 (Wo Ai Ni): Vorspann für den Anime Monkey *Typhoon; Love is power: cheer song for the Yomiuri Giants)
- 2004: Identity: Prologue (Vorspann für Custom Robo: Battle Revolution)
- 2004: Pure
- 2004: Love Generation
- 2005: そよ風の調べ (Soyokaze no Shirabe) / Story
- 2008: Touchy Touchy (Download-Single als DRM)
- 2008: Electric (Download-Single als DRM)
- 2008: Tasty (Download-Single als DRM)
- 2008: To You (Download-Single als DRM)

### Videoalben
- 2001: Daydream
- 2001: Dream Live 2001
- 2002: Daydream 2
- 2002: Dream Clip Selection
- 2002: Dream Live 2002 „Process“
- 2003: Dream Party
- 2003: Dream Live 2003: Dream World
- 2004: ID
- 2004: Dream Party 2
- 2005: Dream Christmas Party 2004
- 2006: Boy Meets Girl: A Little More
- 2006: Dream Party 2006: Love & Dream
- 2007: Dream Party 2006 X’mas